# Loxostege turbidalis
Loxostege turbidalis is een vlinder uit de familie grasmotten (Crambidae). De wetenschappelijke naam is voor het eerst geldig gepubliceerd in 1829 door Treitschke.
De soort komt voor in Europa.